# 卡尼鄂拉蜂
卡尼鄂拉蜂（学名：Apis mellifera carnica）是西方蜜蜂的一個亞種。牠們原產於斯洛維尼亞，但現在已可以在澳洲、匈牙利、羅馬尼亞、克羅地亞、波斯尼亞和黑塞哥維那及塞爾維亞看到。

## 起源
卡尼鄂拉蜂是西方蜜蜂的一個亞種，生活在斯洛維尼亞克拉尼斯卡、奧地利阿爾卑斯山及巴爾幹半島北部的自然環境。為四大養殖蜜蜂品種之一, 牠們是現今第二受歡迎的養蜂蜂種，僅次於義大利蜂。牠們受歡迎的原因是牠們擁有較佳抗病力，而且非常溫順。卡尼鄂拉蜂可以就花蜜的多少而調節工蜂的數量：在春天當花蜜豐富時，牠們會急速增長工蜂的數量；當花蜜停止分泌時，工蜂數量會急速減少。在花蜜豐富時，牠們可以儲存大量的蜂蜜及花粉。牠們可以對抗一些疾病及寄生蟲。

## 外觀及解剖
卡尼鄂拉蜂與義大利蜂的大小相近，但牠們呈深褐灰色及淺褐色帶。牠們的外殼幾丁質呈深色，但仍有一些是呈較淺色或身體上有褐色的環及點。

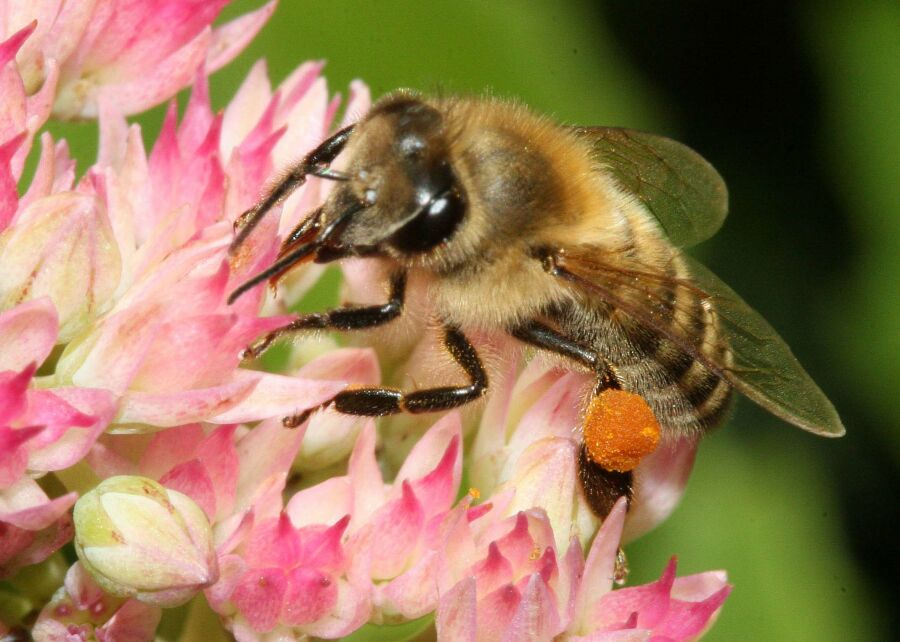
正在採集景天屬花粉的卡尼鄂拉蜂。

卡尼鄂拉蜂差不多與歐洲黑蜂一樣大小，卡尼鄂拉蜂的口器很長，肘位很高及毛很短。

## 特徵及行為

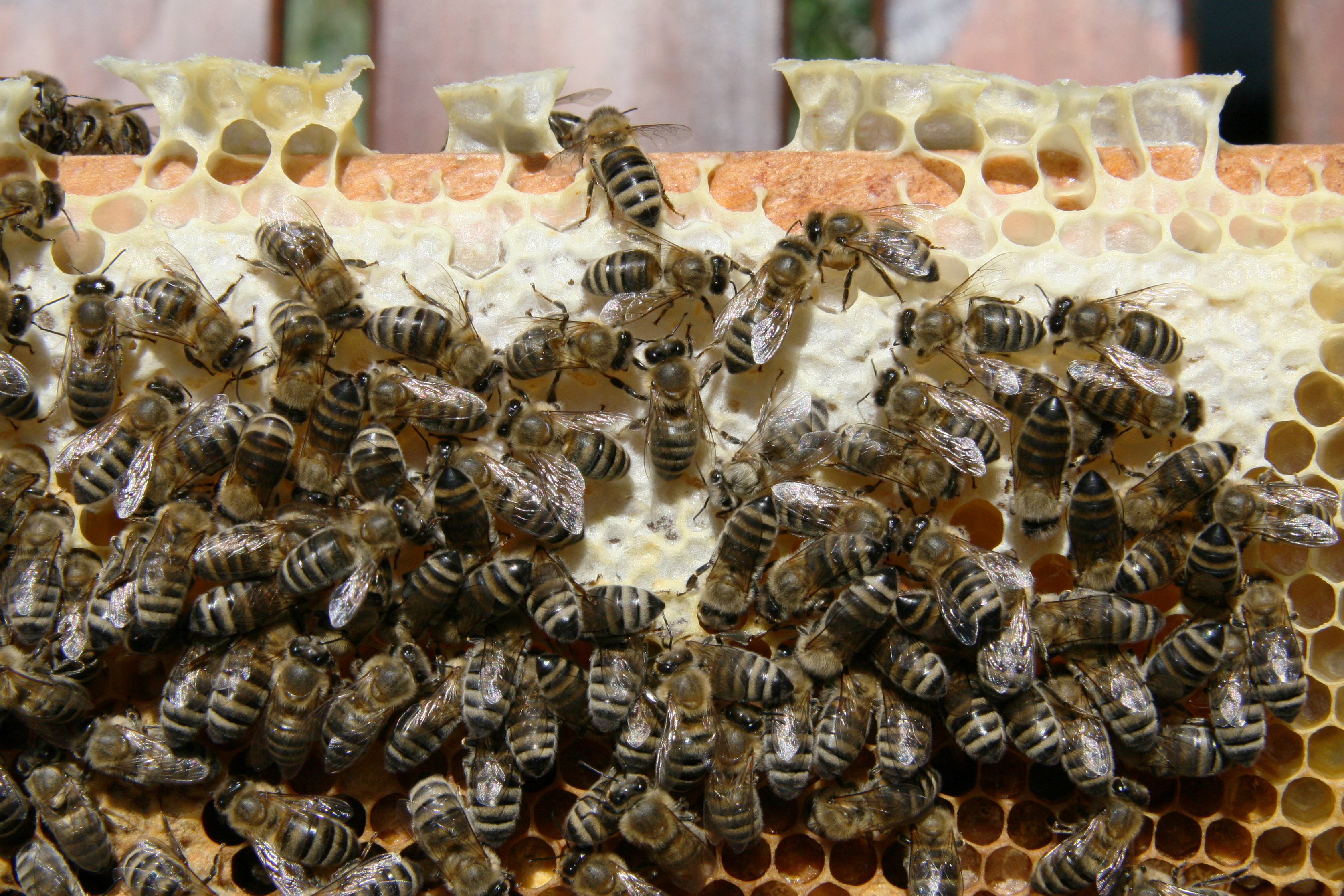
在蜂巢的卡尼鄂拉蜂

卡尼鄂拉蜂的優點如下：
- 溫順及沒有攻擊性
- 可以密集飼養
- 方向感較義大利蜂強
- 很少由一個蜂巢迷巢至另一個
- 盜蜜傾向比義大利蜂少
- 可以儲存較多蜂蜜
- 對環境的適應力強
- 適合生活在冬天較長的地方
- 當食物減少時會減少培養幼蟲
- 很少使用蜂膠
- 對疾病有抗病性
- 適合生活在植物大流蜜及提早受粉的地區

以下是卡尼鄂拉蜂的缺點：
- 易分蜂
- 製造蜂膠及造脾能力較低
- 不耐熱
- 族群的大小取決於外界花粉的數量
- 深色的蜂后在蜂群中很難找到

中國大陸北方的蜂農對養殖喀爾巴阡蜂(卡尼鄂拉蜂的一個地理小種)提出一些該蜂的生物特性:
- 外界大流蜜時期，喀爾巴阡蜂會將幼蟲拖出丟棄，空出更多的巢房用來儲存大量的蜂蜜，同時蜂王也會減少產卵。
- 外界的植物花期結束，喀爾巴阡蜂會開始大量培育幼蟲，補充採蜜期減損的工蜂數量。

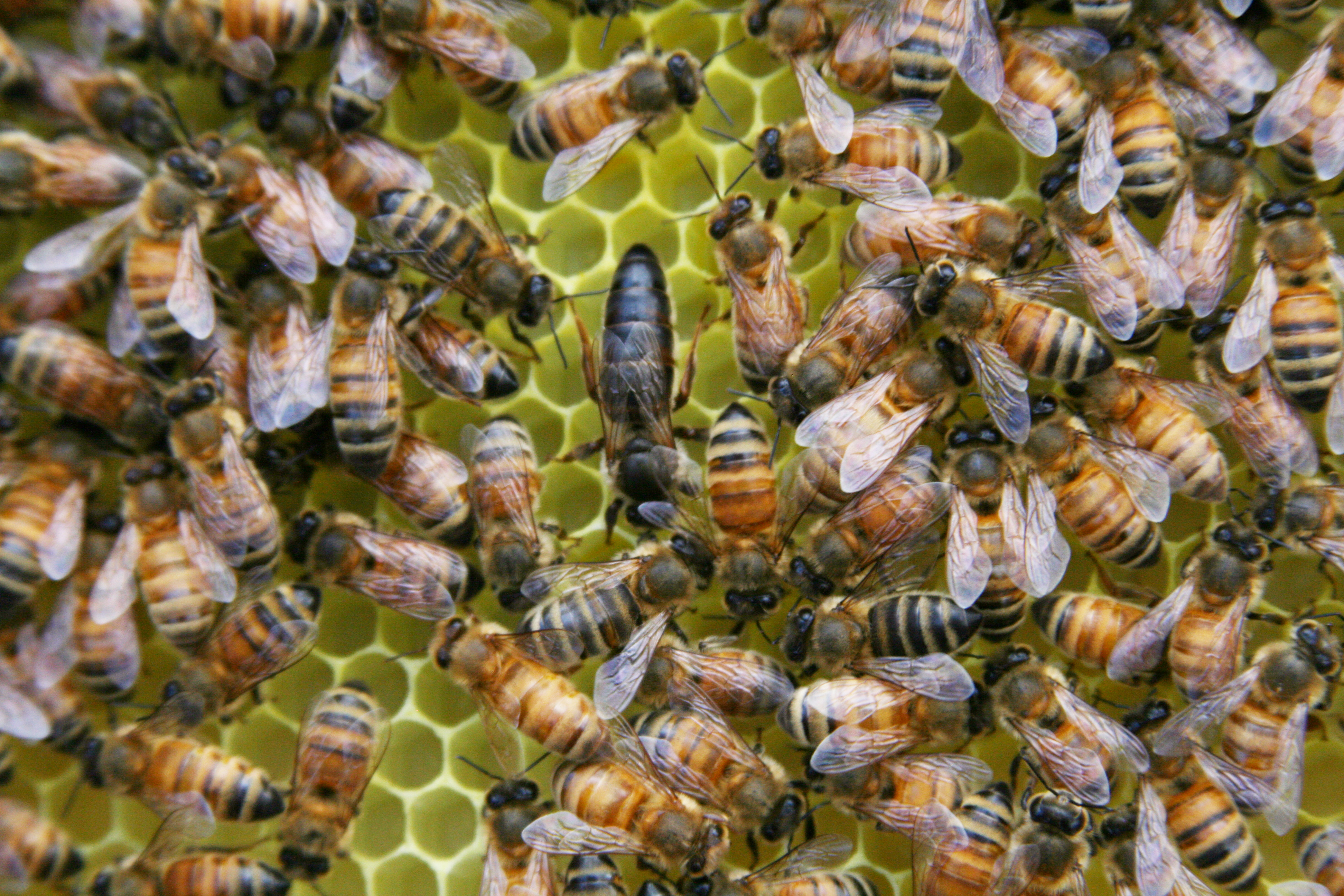
卡尼鄂拉蜂后

## 外部連結
- Slovenian beekeeper webpage
- Carnica Royal Jelly Research （页面存档备份，存于）
- Slovenian beekeeping portal
- Italian beekeeper webpage （页面存档备份，存于）